# Tình yêu thứ ba
Tình yêu thứ ba (tiếng Trung: 第三种爱情) là một bộ phim điện ảnh tình cảm Trung Quốc năm 2015 được chuyển thể từ tiểu thuyết cùng tên của nhà văn Tự Do Hành Tẩu do John H. Lee đạo diễn, với sự tham gia của Lưu Diệc Phi và Song Seung-heon.

## Nội dung
Phim xoay quanh mối quan hệ “có duyên không phận” giữa nữ luật sư Trâu Vũ (Lưu Diệc Phi) và phó tổng giám đốc Lâm Khải Chính (Song Seung Hun). Họ đến với nhau khi Lâm Khải Chính đã đính hôn cũng như đang phải chịu áp lực lớn trong việc tranh giành quyền lực của tập đoàn với các anh em cùng cha khác mẹ. Cuối cùng, Trâu Vũ và Lâm Khải Chính đã không thể đến được với nhau. Chuyện tình của họ kết thúc trong sự day dứt, đau khổ.

## Diễn viên
- Lưu Diệc Phi vai Trâu Vũ
- Song Seung-heon vai Lâm Khải Chính
- Mạnh Giai vai Trâu Nguyệt
- Giang Ngữ Thần vai Giang Tâm Dao
- Eddy Ou vai Cao Triển Kỳ

## Giải thưởng
| Thời gian            | Giải thưởng                                       | Hạng mục                         | Được đề cử   | Kết quả   |
| -------------------- | ------------------------------------------------- | -------------------------------- | ------------ | --------- |
| 18 tháng 11 năm 2016 | Liên hoan phim truyền thông Trung Quốc lần thứ 16 | Nữ diễn viên được yêu thích nhất | Lưu Diệc Phi | Đoạt giải |